# 上野清
上野清（日语：／ Ueno Kiyoshi ?，1854年9月9日—1924年6月21日），日本明治、大正时期数学启蒙家。

## 生平
嘉永7年（1854年）闰7月17日（公历9月9日）生于江户。小林清吾的第三子，四岁时被上野家收养。在福田理轩、治轩父子手下学习。一生活跃于民间，开办私塾并编写多本中学教科书。明治5年（1872年）创办上野塾（现東京高等学校）。明治10年（1877年）成为东京数学会社的会员。明治23年（1890年）创办东京数学院，明治27年（1894年）创办仙台数学院（现東北高等學校）。大正13年（1924年）6月21日逝世。著作有《算術三千題》、《近世算術教科書》等。

## 家庭
- 长子: 上野繁（陸軍砲工学校教官）[3]
- 子: 上野道輔（会計学者）[4]

### 引用
1. ↑  朝日日本歴史人物事典（1994年）
2. ↑  日本人名大辞典（2015年）
3. ↑  人事興信録（1928年），第ウ24页
4. ↑  人事興信録（1928年），第ウ26页